# Höljebacka brandmuseum
Höljebacka brandmuseum är ett svenskt privatägt arbetslivsmuseum, som ligger strax nordväst om Upphärad i Trollhättans kommun.
Höljebacka brandmuseum visar brandbilar, brandutrustning och en fullt användbar brandstång. Brandmuseet har föremål från 1940-talet till 1970-talet. I museets vagnhall finns plats för tre-fyra brandbilar. På museets andra våning finns dagrum, med en glidstång ner till vagnhallen. Det finns också vaktrum, verkstad och ambulanshall. 
Museet har byggts och ägs av familjen Putte och Annika Fredriksson. Brandmuseets byggnad efterliknar en brandstation från 1950-talet. Museet stöds av föreningen Höljebacka Brandmuseums Vänner, som bildades 2011.

## Fordon
- Volvo släckbil från Kållereds brandkår, en lätt bilmotorspruta från 1956. Bilen avregistrerades 1986.
- Volvo stegbil 234-Z, som var Trollhättans brandkårs första brandbil utrustad med maskinstege. Den användes mellan 1951 och 1986.
- Volvo stegbil L 373, med en 25 meter lång Åsbrinkstege och användes 1956-1984 i Värnamo.
- Volvo jeep från 1969, slangutläggningsbil
- Willys jeep, som användes från 1956
- Willys jeep från 1961, från Mosjö landskommun i Närke
- Volvo PV56 ambulans från 1939
- Volvo Duett ambulans med förlängt chassi vars chassi med 40 centimeter, som var verksam i Karlstad mellan 1961 och 1970.